# Stara Wisła (przystanek kolejowy)
Stara Wisła – dawny wąskotorowy przystanek osobowy znajdujący się we wsi Stara Wisła, w gminie Miłoradz, w powiecie malborskim, w województwie pomorskim. Położony był na linii kolejowej z Lichnów do Malborka Kałdowa Wąskotorowego. Odcinek do Kraśniewa został otwarty w 1898 roku.